# 埃利斯維爾 (印第安納州)
埃利斯維爾（英語：Ellisville）是位於美國印地安納州艾倫縣的一個非建制地區。該地的面積和人口皆未知。

## 地理
埃利斯維爾的座標為41°01′05″N 85°17′03″W / 41.01806°N 85.28417°W，而該地的平均海拔高度為248米（即814英尺）。